# 夜勤病棟系列
《夜勤病棟》是由Mink公司從1999年12月22日開始製作發售的日本成人遊戲，主要是描敘發生在醫院裡關於裡面護士的鬼畜調教的故事。除了電腦遊戲外，另有OVA版本的發行。

## 歴史
以下為日本地區發售歷史紀錄
- 1999年12月發售夜勤病棟
- 2000年12月22日發售夜勤病棟～特別盤～
- 2002年7月26日發售夜勤雀棟
- 2003年10月11日發售夜勤病棟 DVDPG
- 2004年1月15日發售夜勤病棟‧貳
- 2004年10月15日發售夜勤病棟‧貳 DVDPG
- 2004年12月10日發售夜勤病棟・参
- 2005年4月8日發售夜勤病棟・参 DVDPG
- 2005年5月13日發售七瀬恋
- 2005年12月9日發售夜勤雀棟2
- 2006年11月10日發售風間愛
- 2006年12月22日發售夜勤病棟・復刻版＋
- 2008年11月28日發售戀的戀愛
- 2009年2月27日發售戀的戀愛Others
- 2011年6月24日發售真・夜勤病棟
- 2012年1月27日發售夜勤病棟 零
- 2024年2月22日發售夜勤病棟Remake

## 夜勤病棟
《夜勤病棟》是Mink於1999年12月22日發售。Mink解散後改由FG REMAKE於2024年2月22日發售重製版《夜勤病棟Remake》（夜勤病棟リメイク），中英文版由Shiravune於2024年12月17日發售。

### 主要角色
（声优表示的顺序基本是原作/OVA/复刻版/重製版）
比良坂龍二（声優：-/郷野三郎/-/-）
圣尤利安医院妇产科的醫生，本作男主角，32歲，血型B型。受到神宮寺成美的委託來調教圣尤利安医院的護士們。外表是一副热爱医学的医生，但是心却是扭曲的变态人格，喜欢拿女性做“实验”，使用各种各样自创方式残忍虐待自己的“实验品”，最后被七瀬恋所杀。
七瀨戀（声優：御影由宇/同左/同左/白月かなめ）
《夜勤病棟系列》的重要角色，22歲，血型A型。圣尤利安医院（聖ユリアンナ病院）妇产科的护士。因为她的男友拳击手為了她和黑道發生衝突，葬送拳擊手生涯，這件事被色情醫生比良坂所知而受到胁迫，成為性奴隸。本身沒有主見，不懂得報警自救，被醫生比良坂性侵之後患上斯德哥爾摩情節，開始喜欢比良坂，自願陪伴他進行性變態玩樂。怀孕后看到比良坂依然和其他護士有染，又从神宫寺成美的經歷口中得知比良坂連親生骨肉都殺、毫無人性的真面目，为了保护自己的骨肉最后把比良坂杀死。《夜勤病棟·貳》故事的4年前離開聖尤利安醫院後行蹤成謎，後來任職聖カトレア総合病院的護士主任。
新城禮美（声優：逢川奈奈/同左/同左/夏樹柑菜）
圣尤利安医院妇产科的護士主任，27歲，血型A型。醫療疏失被比良坂所知遭到脅迫。起初强烈反抗比良坂暴行，后来渐渐喜欢上比良坂的“实验”而深陷其中无法自拔，情愿被虐待都不报警。
藤澤亞子（声優：遠野沙那/同左/草柳順子/鳴瀬なごみ）
圣尤利安医院藥局的护士，亦是藤澤製藥的千金，23歲，血型O型。遭到比良坂設計私藏敵方製藥廠的樣本受到脅迫。由于家庭中被过分溺爱而接触社会过少，不会识别坏人，被比良坂一直利用来做“实验”，是个不折不扣的傻瓜。
兒玉光（声優：白坂美緒/同左→榊るな（Kranke 兒玉光）/青葉りんご/鶴屋春人）
圣尤利安医院小兒科的护士，21歲，血型B型。被比良坂知道她跟她住院的妹妹兒玉愛不是親生姊妹而受到脅迫。後來喜欢上“实验”，而且还协助比良坂对其他人做“实验”，最后被抓后在警察局里面还大骂七瀬恋是叛徒。
神宮寺成美（声優：歌織/星置薰/歌織/風花ましろ）
圣尤利安医院妇产科的局長，亦是比良坂的大學同學，32歲，血型AB型。曾與比良坂相愛，懷孕後被比良坂要求墮胎後拋棄而懷恨在心。从第一次被比良坂“实验”后喜欢上这种“实验”，真心喜欢比良坂，可惜比良坂由始自终都是当成是实验品，相遇七瀬恋后，感觉自己的遭遇重新发生在七瀬恋身上而感到不安，决定杀死比良坂，防止自己的遭遇再一次重演。可惜最后比良坂没死反而自己自杀死了。
苅野真（声優：榎津まお/綾音まこ）
聖尤利安醫院的患者，父親是圣尤利安医院的外科部長。復刻版與重製版的新角色。
佐世保 知世子（させぼ ちよこ）
圣尤利安医院小兒科的护士。《真・夜勤病棟》的新角色。

## 夜勤病棟‧貳
《夜勤病棟‧貳》（夜勤病棟・弐）是由M no VIOLET於2004年1月15日發售。

### 主要角色
風間愛（声優：野神奈奈）
七瀨戀的異父妹妹，聖カトレア総合病院的護士。
小之原香蓮（声優：淺野麻理亞）
聖カトレア総合病院的婦產科護士，過去是風間愛的同學，對她抱有戀心。
野上涼華（声優：須本彩奈）
聖カトレア総合病院的放射線科護士。
手塚咲雪（声優：岩田由貴）
聖カトレア総合病院的小兒科護士。
金城璃瑠（声優：北条明日香）
聖カトレア総合病院的院長。
七瀨戀（（声優：御影由宇））
前作女主角，4年前離開聖尤利安醫院後行蹤成謎，後來任職聖カトレア総合病院的護士主任。
九羽原惣一郎（声優：ワッショイ太郎）
4年前遇見七瀨戀時一見鍾情，將她視為女神般的迷戀，在得知她失蹤後一直不斷尋找她的下落。
比良坂龍二（声優：郷野三郎）
前作男主角。

## 夜勤病棟・参
《夜勤病棟・参》是由M no VIOLET於2004年12月10日發售。

### 主要角色
九條櫻子（声優：柏倉れん）
聖十字架病院的護士。
八神優（声優：木村あやか）
聖十字架病院的護士。
夕凪靜音（声優：高倉美流）
聖十字架病院的護士。
如月日和（声優：倉沢はるか）

御影麗佳（声優：緒田マリ）
聖十字架病院的所長。
空（声優：郷野三郎）

## 真‧夜勤病棟
《真‧夜勤病棟》是由M no VIOLET於2011年6月24日發售。

### 主要角色
比良坂龍二（声優：郷野三郎）
圣尤利安医院妇产科的醫生，本作主角。受到神宮寺成美的委託來調教圣尤利安医院的護士們。
七瀨戀（声優：御影由宇）
圣尤利安医院妇产科的护士。因为拳击手恋人黃泉直也的伤人事件被比良坂所知而受到胁迫。
黃泉直也（声優：吉野一平）
拳擊界備受矚目的新星，近日於圣尤利安医院修養。跟七瀨戀是青梅竹馬兼戀人。
藤澤亞子（声優：立花あずさ）
圣尤利安医院藥局的护士，亦是藤澤製藥的千金。由於是私生女一事被比良坂所知受到脅迫。
兒玉光（声優：榊るな）
圣尤利安医院小兒科的护士。
兒玉悟（声優：奥山歩）
入住於圣尤利安医院小兒科的少年。跟兒玉光是是義理姊弟。
新城禮美（声優：逢川奈奈）
圣尤利安医院妇产科的護士主任。醫療疏失被比良坂所知遭到脅迫。
神宮寺成美（声優：長原杏子）
圣尤利安医院妇产科的局長，亦是比良坂的大學同學。曾與比良坂相愛，懷孕後被比良坂要求墮胎後拋棄而懷恨在心。
佐世保知代子（声優：花南）
圣尤利安医院的护士。隨處可見的八卦女孩。

## 夜勤病棟 零
《夜勤病棟 零》是由M no VIOLET於2012年1月27日發售。

### 主要角色
比良坂龍二（声優：郷野三郎）
本作男主角，國立アスクレピオス醫科大學的學生。
甘宮心（声優：朝香ナツ）
國立アスクレピオス醫科大學2年級學生。
神宮寺成美（声優：長原杏子）
國立アスクレピオス醫科大學6年級學生。
比良坂詩弦（声優：ヒマリ）
比良坂龍二的姊姊，國立アスクレピオス醫科大學的事務員。
祁答院英莉（声優：澤城りず）
國立アスクレピオス醫科大學4年級學生。
弓塚麻耶（声優：加乃みるく）
國立アスクレピオス醫科大學醫學部準教授。

## 夜勤女主角系列
名義上以女主角的過去為主題的遊戲，但劇情內容與原作有所矛盾，較屬於外傳性質的作品。

### 七瀨戀
《七瀨戀》於2005年5月13日發售。七濑恋是夜勤病栋的代表角色之一，在多集中成为实验体，受到各种虐待。

#### 登場人物
七瀨戀（声優：御影由宇）
伊佐美鈴花（声優：一色光）
岩井乃衣子（声優：内野ポチ）
戶薩好一

### 風間愛
《風間愛》於2006年11月10日發售。

#### 登場人物
風間愛（声優：野神奈奈）
伊佐美鈴花（声優：一色光）
時澤芽優（声優：中家菜穗）
三途川涉

## 夜勤雀棟

### 夜勤雀棟
《夜勤雀棟》是2002年7月26日由Mink發售的18禁麻將類型遊戲。

### 夜勤雀棟2
《夜勤雀棟2》是2005年12月29日由Mink發售的是18禁麻將類型遊戲。

## 戀的戀愛
《戀的戀愛》（恋の恋 ～れんのこい～）是由M ni AQUA 在2008年11月28日發售的戀愛冒險類型遊戲，2010年1月20日發售追加動畫版，2009年2月27日發售Fandisc《戀的戀Others》（恋の恋Others 〜れんのこい・あざーず〜）。主要是描敘七瀨戀的學生時代純愛故事，與本篇故事類型不同。

## 相關作品

### OVA
- 夜勤病棟（DISCOVERY、1～10集、總集篇2集）[6]
- 夜勤病棟 Kranke 兒玉光（DISCOVERY）[7]
- 夜勤病棟 Kranke 兒玉愛（DISCOVERY）
- 夜勤病棟 Kranke 七瀨戀（DISCOVERY）
- 夜勤病棟・貳（D3、1～5集、總集篇1集）[8]
- 夜勤病棟·參（DISCOVERY、1～3集）[9]
- ァニメ 七瀨恋（Demand On Soft）[10]
- ァニメ 八神優（Demand On Soft）[11]
- ァニメ 風間愛（Demand On Soft）[12]

### 真人版
- 夜勤病棟 - 製作：Media Bank / 主演：、
- - 製作：Ifrit / 主演：
- AV 風間愛～天使破壞～ - 製作：Ifrit / 主演：

### 舞台
- 朗讀劇　七瀨戀

### 小說
全部皆由PARADIGM出版社發行，高橋恒星執筆。
- 夜勤病棟
  - 夜勤病棟 ～墮天使們的集中治療～（夜勤病棟 ～堕天使たちの集中治療～）
  - 夜勤病棟～特別盤　地下病歷閱覽～（夜勤病棟～特別盤　裏カルテ閲覧～）
- 夜勤病棟・貳
- 夜勤病棟・參
- 七瀨 戀

### 精選集漫畫
宙出版社發行。
- 夜勤病棟・參
- 七瀨 戀

### 風俗店
奴隸護士・真實調教SM俱樂部 夜勤病棟：2006年9月3日與Mink正式合作，於東京都澀谷區道玄坂開張的SM俱樂部。已于2008年3月25日終止營業。

## 外部連結
- ミンク （页面存档备份，存于）
- ディスカバリー （页面存档备份，存于）
- メディアバンク （页面存档备份，存于）
- 舞台 七瀬恋 （页面存档备份，存于）